# Leptothorax gundlachi
Leptothorax gundlachi är en myrart som först beskrevs av Wheeler 1913.  Leptothorax gundlachi ingår i släktet smalmyror, och familjen myror. Inga underarter finns listade i Catalogue of Life.